# Händel-Werke-Verzeichnis
Händel-Werke-Verzeichnis (Händelverkförteckning) förkortat HWV, är en förteckning över tonsättaren Georg Friedrich Händels verk publicerad i tre band av Bernd Baselt mellan 1978 och 1986. Den upptar samtliga kända verk av Händel och citerar de första takterna av varje stycke med kommentarer om källor, tryck, oäkta verk, etc.
Den tematiska katalogen består av ett modernt numreringssystem för Händels verk. Verken är numrerade från 1 till 612, men är inte en kronologisk ordning över verkens tillkomst utan en systematisk gruppering.
| HWV                             | Kategori                 |
| ------------------------------- | ------------------------ |
| 1–42                            | Operor                   |
| 43–45, 218                      | Tillfällighetsverk       |
| 46–48, 50–71                    | Oratorier                |
| 49, 72–76                       | Oden och teatermusik     |
| 77–177                          | Kantater                 |
| 178–199                         | Italienska duor          |
| 200, 201                        | Italienska trior         |
| 202–210, 269–277, 284–286       | Psalmer                  |
| 211–217, 219–227                | Italienska arior         |
| 226, 228                        | Engelska sånger          |
| 229                             | Tyska kyrkokantater      |
| 230, 233, 234, 244, 245         | Italienska kyrkokantater |
| 231, 239, 240, 242              | Motetter                 |
| 232, 236–238                    | Psaltarpsalmer           |
| 235, 241, 243                   | Antifoner                |
| 246–268                         | Anthems                  |
| 278–283                         | Lovsånger                |
| 287–311, 343                    | Konserter                |
| 312–335                         | Concerti grossi          |
| 336–345, 347–356, 413           | Orkesterverk             |
| 357–379, 406–409, 412, 419–421  | Solosonater              |
| 380 to 405                      | Triosonater              |
| 346, 410, 411, 414–418, 422–424 | Verk för blåsarensemble  |
| 425–612                         | Verk för klaver          |
| A1–A15                          | Tillägg                  |

Det finns brister och felaktigheter i numreringssystemet så den ovanstående listan ska endast användas som en orientering om indelningen. Eftersom förteckningen innehåller onumrerade verk, verk som felaktigt tillskrivits Händel, osäkra verk, variationer (till exempel HWV 251 a-d), grupperade verk (till exempel HWV 229, 1–7) och arrangemang (till exempel HWV 482 1–4) är det inte möjligt att ange exakt hur många verk Händel skrev.